# مالی واربوونیک
مالی واربوونیک (به بلغاری: Mali Varbovnik) یک منطقهٔ مسکونی در بلغارستان است که در شهرستان بوبف دل واقع شده‌است.